# Profesiyniy Futbolniy Klub Metallurh-Zaporozhye
FC Metalurh Zaporizhzhya é uma equipe de futebol da cidade de Zaporizhya na Ucrania que disputa a Druha-Liha

## História

### Sobre a Equipe
A história do Metalurg começou em 1935 quando uma empresa de aço, Zaporizhstal, formou o clube de futebol com o nome de "Stal". Até ao final do ano um local desportivo união de Stal o estatuto do principal clube da região. Ao longo da década de 1930 a equipe apareceu regularmente em competições nacionais e, muitas vezes, jogou contra os clubes de topo da Liga Soviética, o mais notável dos quais foi o FC Spartak Moscovo. Os tempos difíceis da Segunda Guerra Mundial, logo seguido, no entanto, levar à diminuição tanto Zaporizhstal e sua equipe. No entanto, em 1946 o clube foi reavivado em 1949 e ganhou a taça em Stal Zaporizhia Oblast.

## Títulos
Campeonato Ucraniano (1): 2006